# Plaza de toros di Pamplona
La Plaza de toros di Pamplona è un'arena che si trova a Pamplona ed è utilizzata per le corride, ma anche per eventi sportivi e culturali e concerti.
Costruita nel 1922, la plaza de toros può ospitare fino a 19.721 persone ed è la seconda più grande di Spagna, dopo Las Ventas di Madrid, e la quinta al mondo.
La plaza de toros è il punto di arrivo della famosa corsa dei tori che si tiene a Pamplona durante la festa di San Fermín e, durante la guerra civile spagnola, fu utilizzata come campo di concentramento dalle truppe franchiste con una capacità di 3.000 prigionieri repubblicani.